# 戈爾丘夫耶尼科夫

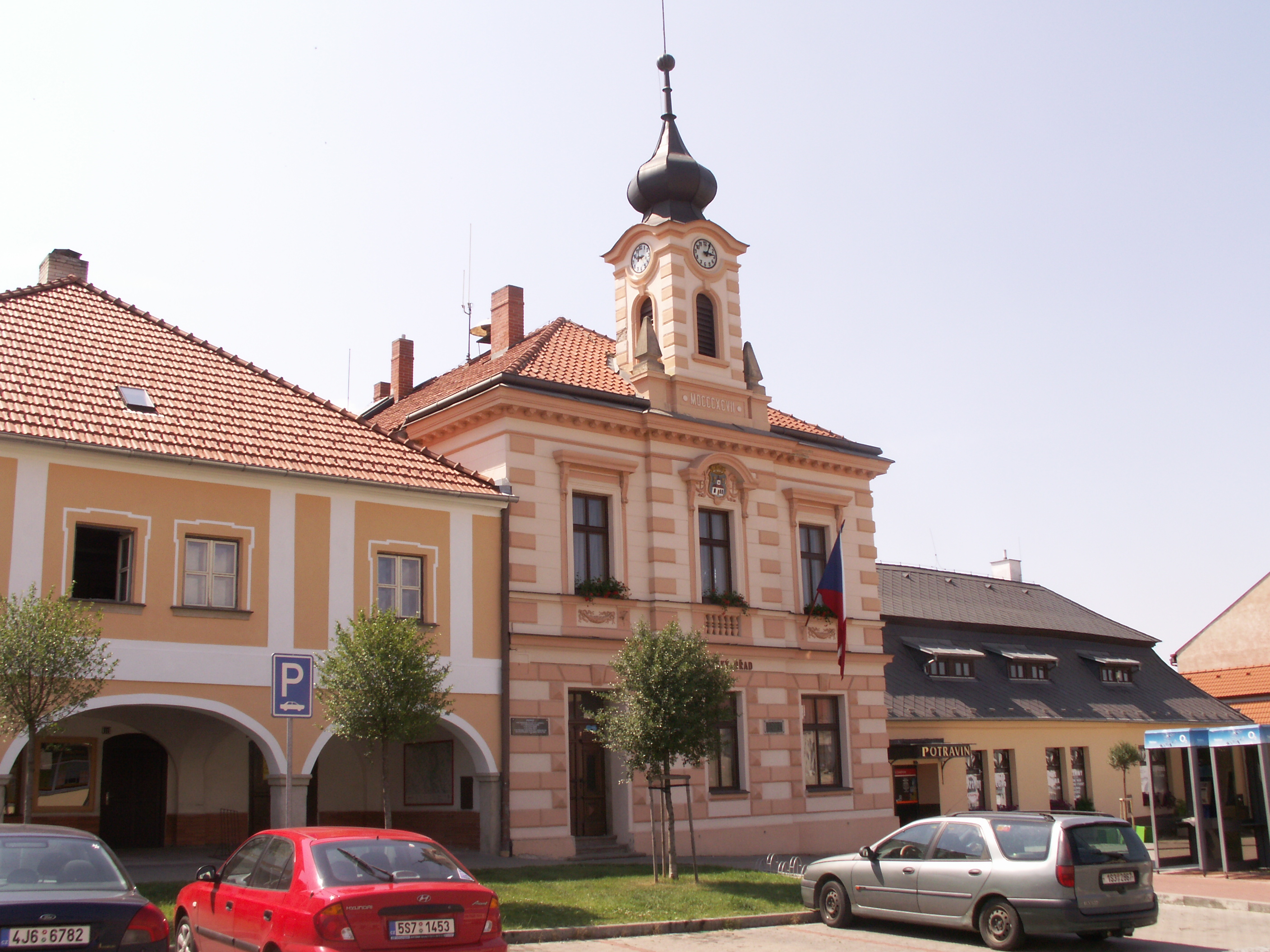

戈爾丘夫耶尼科夫是捷克的城鎮，位於該國中部，距離恰斯拉夫12公里，由維索基納州負責管轄，面積27.49平方公里，海拔高度376米，2014年人口2,656。

## 外部連結
- Town website （页面存档备份，存于） (cz)
- Bohemia (Jewish Encyclopedia) （页面存档备份，存于）